# Eugenia cararensis
Eugenia cararensis là một loài thực vật có hoa trong Họ Đào kim nương. Loài này được Barrie & Q.Jiménez mô tả khoa học đầu tiên năm 2005.